# Humberto Mansilla
Humberto Fernando Mansilla Arzola (Temuco, 22 de mayo de 1996) es un atleta chileno especializado en lanzamiento de martillo. Ha ganado múltiples medallas a nivel regional, incluidas platas en el Campeonato Sudamericano de 2017 y los Juegos Suramericanos de 2018 y de 2022.
Su mejor marca personal en la prueba son 80,21 metros establecidos en Cuenca en 2018 (martillo de 6 kg). Su récord nacional actual es de 77,70 m, establecido en su ciudad natal en 2021.
Representó a Chile en los Juegos Olímpicos de 2020.

## Competiciones internacionales
| Año                   | Campeonato                                  | Lugar                    | Resultado             | Evento                | Marca                 |
| Representando a Chile | Representando a Chile                       | Representando a Chile    | Representando a Chile | Representando a Chile | Representando a Chile |
| --------------------- | ------------------------------------------- | ------------------------ | --------------------- | --------------------- | --------------------- |
| 2012                  | Campeonato Sudamericano de Atletismo Sub-18 | Mendoza, Argentina       | 2°                    | Martillo (5 kg)       | 66.61 m               |
| 2013                  | Campeonato Mundial Juvenil de Atletismo     | Donetsk, Ucrania         | 21° (q)               | Martillo (5 kg)       | 70.04 m               |
| 2013                  | Campeonato Panamericano de Atletismo Sub-20 | Medellín, Colombia       | 3°                    | Martillo (6 kg)       | 68.44 m               |
| 2013                  | Campeonato Sudamericano de Atletismo Sub-20 | Resistencia, Argentina   | 3°                    | Martillo (6 kg)       | 66.82 m               |
| 2014                  | Juegos Suramericanos                        | Santiago, Chile          | 6°                    | Martillo              | 63.96 m               |
| 2014                  | Campeonato Mundial Junior de Atletismo      | Eugene, Estados Unidos   | 16° (q)               | Martillo (6 kg)       | 71.28 m               |
| 2014                  | Festival Deportivo Panamericano             | Ciudad de México, México | 6°                    | Martillo              | 64.20 m               |
| 2014                  | Campeonato Sudamericano de Atletismo Sub-23 | Montevideo, Uruguay      | 2°                    | Martillo              | 65.27 m]              |
| 2015                  | Campeonato Sudamericano de Atletismo Sub-20 | Cuenca, Ecuador          | 2°                    | Martillo (6 kg)       | 78.69 m               |
| 2015                  | Campeonato Sudamericano de Atletismo        | Lima, Perú               | 4°                    | Martillo              | 66.83 m               |
| 2015                  | Juegos Panamericanos                        | Toronto, Canadá          | 10°                   | Martillo              | 66.14 m               |
| 2015                  | Campeonato Panamericano de Atletismo Sub-20 | Edmonton, Canadá         | 1°                    | Martillo(6 kg)        | 80.21 m               |
| 2016                  | Campeonato Iberoamericano de Atletismo      | Río de Janeiro, Brasil   | 4°                    | Martillo              | 68.15 m               |
| 2016                  | Campeonato Sudamericano de Atletismo Sub-23 | Lima, Perú               | 1°                    | Martillo              | 72.67 m               |
| 2017                  | Campeonato Sudamericano de Atletismo        | Luque, Paraguay          | 2°                    | Martillo              | 73.16 m               |
| 2018                  | Juegos Suramericanos                        | Cochabamba, Bolivia      | 2°                    | Martillo              | 74.71 m               |
| 2018                  | Campeonato Iberoamericano de Atletismo      | Trujillo, Perú           | 4°                    | Martillo              | 72.60 m               |
| 2018                  | Campeonato Sudamericano de Atletismo Sub-23 | Cuenca, Ecuador          | 1°                    | Martillo              | 76.87 m               |
| 2019                  | Campeonato Sudamericano de Atletismo        | Lima, Perú               | 2°                    | Martillo              | 73.00 m               |
| 2019                  | Juegos Panamericanos                        | Lima, Perú               | 2°                    | Martillo              | 74.38 m               |
| 2019                  | Campeonato Mundial de Atletismo             | Doha, Catar              | 25° (q)               | Martillo              | 72.68 m               |
| 2021                  | Campeonato Sudamericano de Atletismo        | Guayaquil, Ecuador       | 1°                    | Martillo              | 75.83 m               |
| 2021                  | Juegos Olímpicos                            | Tokio, Japón             | 17° (q)               | Martillo              | 74.76 m               |
| 2022                  | Campeonato Mundial de Atletismo             | Oregón, Estados Unidos   | 10°                   | Martillo              | 73.91 m               |
| 2022                  | Juegos Suramericanos                        | Asunción, Paraguay       | 2°                    | Martillo              | 74.12 m               |